# Gerardo Bruna
Gerardo Alfredo Bruna Blanco sinh ngày 29 tháng 1, năm 1991 tại Mendoza. hiện tại anh đang chơi bóng tại giải Giải bóng đá Hạng nhất Anh trong màu áo Câu lạc bộ Blackpool F.C.